# National Basketball Association 2011-2012
La stagione della National Basketball Association 2011-2012 è stata la 66ª edizione del campionato NBA. Il titolo è stato vinto dai Miami Heat, al secondo successo della propria storia.
L'inizio della stagione, previsto per il mese di ottobre 2011, è slittato al 25 dicembre in seguito al lockout imposto dai 30 proprietari delle rispettive franchigie della NBA, a partire dal 1º luglio 2011.

## Lockout NBA 2011-2012
Il lockout (in italiano: serrata) della NBA è ufficialmente iniziato alla mezzanotte ed un minuto del 1º luglio 2011. Il 30 giugno è infatti scaduto il contratto collettivo che regolava il rapporto di lavoro tra giocatori e franchigie; la mancanza di accordo tra le parti, ha impedito la stipulazione di un nuovo contratto e per questa ragione i proprietari delle franchigie hanno imposto il blocco all'inizio della stagione.
La serrata prevede regole ferree per i giocatori: essi non ricevono infatti lo stipendio, ed è vietata qualsiasi contrattazione di mercato effettuata direttamente dal giocatore. È invece consentita la trattativa tramite l'agente del cestista, ma esclusivamente per trasferimenti oltre oceano; non è infatti permessa alcuna trattativa per trasferimenti tra squadre NBA. Sono state inoltre annullate tutte le amichevoli pre-campionato.
Le ragioni principali che hanno portato al lockout sono tre: la durata minima del rapporto contrattuale; la percentuale di distribuzione degli introiti; l'ammontare del tetto salariale NBA (il cosiddetto salary cap).
I proprietari delle franchigie vogliono infatti ridurre la cifra del salary cap di circa un terzo rispetto ai 58 milioni di dollari previsti dal precedente contratto. Il nodo riguardante la distribuzione degli introiti è incentrato sulla percentuale che i proprietari intendono concedere ai giocatori. Le società hanno infatti intenzione di ridurre dal 57% al 40% la percentuale delle proprie entrate versate ai giocatori; questi ultimi non intendono scendere al di sotto del 52%.
Nell'attesa della conclusione del lockout, sono molti i giocatori che hanno preferito trasferirsi in Europa o in Asia. La maggior parte di essi ha firmato un accordo con clausola della cosiddetta NBA escape: la possibilità cioè di risoluzione immediata del contratto al termine del lockout, in modo da consentire il rientro del giocatore negli Stati Uniti.
Dopo una serie di incontri, il 26 novembre 2011 viene raggiunta una prima intesa di massima tra le parti, che stabilisce l'inizio ufficiale della stagione per il 25 dicembre, e 66 incontri totali in stagione.

## Squadre partecipanti
- Atlanta Hawks
- Boston Celtics
- Charlotte Bobcats
- Chicago Bulls
- Cleveland Cavaliers
- Dallas Mavericks
- Denver Nuggets
- Detroit Pistons
- G.S. Warriors
- Houston Rockets

- Indiana Pacers
- L.A. Clippers
- L.A. Lakers
- Memphis Grizzlies
- Miami Heat
- Milwaukee Bucks
- Minnesota T'wolves
- N.J. Nets
- N.O. Hornets
- N.Y. Knicks

- Oklahoma Thunder
- Orlando Magic
- Philadelphia 76ers
- Phoenix Suns
- Portland T. Blazers
- Sacramento Kings
- San Antonio Spurs
- Toronto Raptors
- Utah Jazz
- Wash. Wizards

## Stagione regolare

### Classifiche
Aggiornate al 27 aprile 2012.

#### Eastern Conference
Atlantic Division
|    | Classifica          | V  | P  | %    | GB |
| -- | ------------------- | -- | -- | ---- | -- |
| 1. | Boston Celtics4     | 39 | 27 | 59,1 | -  |
| 2. | N.Y. Knicks7        | 36 | 30 | 54,5 | 3  |
| 3. | Philadelphia 76ers8 | 35 | 31 | 53   | 4  |
| 4. | Toronto Raptors     | 23 | 43 | 34,8 | 16 |
| 5. | N.J. Nets           | 22 | 44 | 33,3 | 17 |

Central Division
|    | Classifica          | V  | P  | %    | GB |
| -- | ------------------- | -- | -- | ---- | -- |
| 1. | Chicago Bulls1      | 50 | 16 | 75,8 | -  |
| 2. | Indiana Pacers3     | 42 | 24 | 63,6 | 8  |
| 3. | Milwaukee Bucks     | 31 | 35 | 47   | 19 |
| 4. | Detroit Pistons     | 25 | 41 | 37,9 | 25 |
| 5. | Cleveland Cavaliers | 21 | 45 | 31,8 | 29 |

Southeast Division
|    | Classifica        | V  | P  | %    | GB |
| -- | ----------------- | -- | -- | ---- | -- |
| 1. | Miami Heat2       | 46 | 20 | 69,7 | -  |
| 2. | Atlanta Hawks5    | 40 | 26 | 60,6 | 6  |
| 3. | Orlando Magic6    | 37 | 29 | 56,1 | 9  |
| 4. | Wash. Wizards     | 20 | 46 | 30,3 | 26 |
| 5. | Charlotte Bobcats | 7  | 59 | 10,6 | 39 |

#### Western Conference
Northwest Division
|    | Classifica          | V  | P  | %    | GB |
| -- | ------------------- | -- | -- | ---- | -- |
| 1. | Oklahoma Thunder2   | 47 | 19 | 71,2 | -  |
| 2. | Denver Nuggets6     | 38 | 28 | 57,6 | 9  |
| 3. | Utah Jazz8          | 36 | 30 | 54,5 | 11 |
| 4. | Portland T. Blazers | 28 | 38 | 42,4 | 19 |
| 5. | Minnesota T'wolves  | 26 | 40 | 39,4 | 21 |

Pacific Division
|    | Classifica       | V  | P  | %    | GB |
| -- | ---------------- | -- | -- | ---- | -- |
| 1. | L.A. Lakers3     | 41 | 25 | 62,1 | -  |
| 2. | L.A. Clippers5   | 40 | 26 | 60,6 | 1  |
| 3. | Phoenix Suns     | 33 | 33 | 50   | 8  |
| 4. | G.S. Warriors    | 23 | 43 | 34,8 | 18 |
| 5. | Sacramento Kings | 22 | 44 | 33,3 | 19 |

Southwest Division
|    | Classifica         | V  | P  | %    | GB |
| -- | ------------------ | -- | -- | ---- | -- |
| 1. | San Antonio Spurs1 | 50 | 16 | 75,8 | -  |
| 2. | Memphis Grizzlies4 | 41 | 25 | 62,1 | 9  |
| 3. | Dallas Mavericks7  | 36 | 30 | 54,5 | 14 |
| 4. | Houston Rockets    | 34 | 32 | 51,5 | 16 |
| 5. | N.O. Hornets       | 21 | 45 | 31,8 | 29 |

## Statistiche

### Statistiche individuali
| Categoria     | Giocatore        | Squadra                | Statistiche |
| ------------- | ---------------- | ---------------------- | ----------- |
| Punti         | Kevin Durant     | Oklahoma City Thunder  | 28.0        |
| Rimbalzi      | Dwight Howard    | Orlando Magic          | 14.5        |
| Assist        | Rajon Rondo      | Boston Celtics         | 11.7        |
| Rubate        | Chris Paul       | Los Angeles Clippers   | 2.89        |
| Stoppate      | Serge Ibaka      | Oklahoma City Thunder  | 3.65        |
| Palle perse   | Deron Williams   | New Jersey Nets        | 4.0         |
| Falli         | DeMarcus Cousins | Sacramento Kings       | 4.0         |
| Minuti        | Luol Deng        | Chicago Bulls          | 39.4        |
| FG%           | Tyson Chandler   | New York Knicks        | 67.9%       |
| FT%           | Jamal Crawford   | Portland Trail Blazers | 92.7%       |
| 3FG%          | Steve Novak      | New York Knicks        | 47.2%       |
| Efficienza    | LeBron James     | Miami Heat             | 29.9        |
| Doppia-doppia | Kevin Love       | Minnesota Timberwolves | 48          |
| Tripla-doppia | Rajon Rondo      | Boston Celtics         | 6           |

### Record Individuali per gara
| Categoria   | Giocatore        | Squadra                | Statistiche |
| ----------- | ---------------- | ---------------------- | ----------- |
| Punti       | Deron Williams   | New Jersey Nets        | 57          |
| Rimbalzi    | Andrew Bynum     | Los Angeles Lakers     | 30          |
| Assist      | Rajon Rondo      | Boston Celtics         | 20          |
| Assist      | Deron Williams   | New Jersey Nets        | 20          |
| Rubate      | Ty Lawson        | Denver Nuggets         | 8           |
| Rubate      | Paul Millsap     | Utah Jazz              | 8           |
| Rubate      | Chris Paul       | Los Angeles Clippers   | 8           |
| Rubate      | Tony Allen       | Memphis Grizzlies      | 8           |
| Stoppate    | Serge Ibaka      | Oklahoma City Thunder  | 11          |
| Tiri da tre | Nicolas Batum    | Portland Trail Blazers | 9           |
| Tiri da tre | Jason Richardson | Orlando Magic          | 9           |
| Tiri da tre | Ben Gordon       | Detroit Pistons        | 9           |

### Statistiche per squadra
| Categoria            | Squadra               | Statistiche |
| -------------------- | --------------------- | ----------- |
| Punti per gara       | Denver Nuggets        | 108.7       |
| Rimbalzi per gara    | Chicago Bulls         | 46.7        |
| Assist per gara      | Denver Nuggets        | 24.0        |
| Rubate per gara      | Memphis Grizzlies     | 10.3        |
| Stoppate per gara    | Oklahoma City Thunder | 8.2         |
| Palle perse per gara | Oklahoma City Thunder | 16.4        |
| FG%                  | San Antonio Spurs     | 47.8%       |
| FT%                  | Oklahoma City Thunder | 80.6%       |
| 3FG%                 | San Antonio Spurs     | 39.3%       |
| +/−                  | Chicago Bulls         | 8.2         |

## Premi
- Most Valuable Player Award: LeBron James (Miami Heat)
- Defensive Player of the Year Award: Tyson Chandler (New York Knicks)
- Rookie of the Year Award: Kyrie Irving (Cleveland Cavaliers)
- Sixth Man of the Year Award: James Harden (Oklahoma City Thunder)
- Most Improved Player Award: Ryan Anderson (Orlando Magic)
- Coach of the Year Award: Gregg Popovich (San Antonio Spurs)
- Executive of the Year Award: Larry Bird (Indiana Pacers)
- Sportsmanship Award: Jason Kidd (Dallas Mavericks)
- Bill Russell NBA Finals Most Valuable Player Award: LeBron James (Miami Heat)

- All-NBA First Team:
  - F Kevin Durant, Oklahoma City Thunder
  - F LeBron James, Miami Heat
  - C Dwight Howard, Orlando Magic
  - G Kobe Bryant, Los Angeles Lakers
  - G Chris Paul, Los Angeles Clippers

- All-NBA Second Team:
  - F Kevin Love, Minnesota Timberwolves
  - F Blake Griffin, Los Angeles Clippers
  - C Andrew Bynum, Los Angeles Lakers
  - G Tony Parker, San Antonio Spurs
  - G Russell Westbrook, Oklahoma City Thunder

- All-NBA Third Team:
  - F Carmelo Anthony, New York Knicks
  - F Dirk Nowitzki, Dallas Mavericks
  - C Tyson Chandler, New York Knicks
  - G Dwyane Wade, Miami Heat
  - G Rajon Rondo, Boston Celtics

- NBA All-Defensive First Team:
  - F LeBron James, Miami Heat
  - F Serge Ibaka, Oklahoma City Thunder
  - C Dwight Howard, Orlando Magic
  - G Tony Allen, Memphis Grizzlies
  - G Chris Paul, Los Angeles Clippers

- NBA All-Defensive Second Team:
  - F Kevin Garnett, Boston Celtics
  - F Luol Deng, Chicago Bulls
  - C Tyson Chandler, New York Knicks
  - G Rajon Rondo, Boston Celtics
  - G Kobe Bryant, Los Angeles Lakers

- NBA All-Rookie First Team:
  - Kyrie Irving, Cleveland Cavaliers
  - Ricky Rubio, Minnesota Timberwolves
  - Kenneth Faried, Denver Nuggets
  - Klay Thompson, Golden State Warriors
  - Kawhi Leonard, San Antonio Spurs
  - Iman Shumpert, New York Knicks
  - Brandon Knight, Detroit Pistons

- NBA All-Rookie Second Team:
  - Isaiah Thomas, Sacramento Kings
  - MarShon Brooks, New Jersey Nets
  - Chandler Parsons, Houston Rockets
  - Tristan Thompson, Cleveland Cavaliers
  - Derrick Williams, Minnesota Timberwolves

### Giocatore della settimana
| Settimana        | Eastern Conference                     | Western Conference                              |
| ---------------- | -------------------------------------- | ----------------------------------------------- |
| Dic. 25 – Gen. 1 | LeBron James (Miami Heat) (1/6)        | Kevin Durant (Oklahoma City Thunder) (1/3)      |
| Gen. 2–8         | LeBron James (Miami Heat) (2/6)        | Kobe Bryant (Los Angeles Lakers) (1/2)          |
| Gen. 9–15        | Derrick Rose (Chicago Bulls) (1/2)     | Kobe Bryant (Los Angeles Lakers) (2/2)          |
| Gen. 16–22       | Dwight Howard (Orlando Magic) (1/1)    | Marc Gasol (Memphis Grizzlies) (1/1)            |
| Gen. 23-29       | LeBron James (Miami Heat) (3/6)        | Russell Westbrook (Oklahoma City Thunder) (1/2) |
| Gen. 30 – Feb. 5 | Paul Pierce (Boston Celtics) (1/2)     | Tony Parker (San Antonio Spurs) (1/1)           |
| Feb. 6-12        | Jeremy Lin (New York Knicks) (1/1)     | Russell Westbrook (Oklahoma City Thunder) (2/2) |
| Feb. 13-19       | LeBron James (Miami Heat) (4/6)        | Kevin Durant (Oklahoma City Thunder) (2/3)      |
| Feb. 27 – Mar. 4 | Derrick Rose (Chicago Bulls) (2/2)     | Ty Lawson (Denver Nuggets) (1/1)                |
| Mar. 5-11        | Ersan İlyasova (Milwaukee Bucks) (1/1) | Monta Ellis (Golden State Warriors) (1/1)       |
| Mar. 12–18       | Drew Gooden (Milwaukee Bucks) (1/1)    | Andrew Bynum (Los Angeles Lakers) (1/2)         |
| Mar. 19–25       | Joe Johnson (Atlanta Hawks) (1/1)      | Kevin Durant (Oklahoma City Thunder) (3/3)      |
| Mar. 26 – Apr. 1 | Paul Pierce (Boston Celtics) (2/2)     | Chris Paul (Los Angeles Clippers) (1/1)         |
| Apr. 2–8         | LeBron James (Miami Heat) (5/6)        | Goran Dragić (Houston Rockets) (1/1)            |
| Apr. 9–15        | Kevin Garnett (Boston Celtics) (1/1)   | Andrew Bynum (Los Angeles Lakers) (2/2)         |
| Apr. 2–8         | LeBron James (Miami Heat) (6/6)        | Al Jefferson (Utah Jazz) (1/1)                  |

### Giocatore del mese
| Mese             | Eastern Conference                      | Western Conference                         |
| ---------------- | --------------------------------------- | ------------------------------------------ |
| Dicembre/Gennaio | LeBron James (Miami Heat) (1/2)         | Kobe Bryant (Los Angeles Lakers) (1/1)     |
| Febbraio         | LeBron James (Miami Heat) (2/2)         | Kevin Durant (Oklahoma City Thunder) (1/2) |
| Marzo            | Paul Pierce (Boston Celtics) (1/1)      | Kevin Durant (Oklahoma City Thunder) (2/2) |
| Aprile           | Carmelo Anthony (New York Knicks) (1/1) | Chris Paul (Los Angeles Clippers) (1/1)    |

### Rookies del mese
| Mese             | Eastern Conference                       | Western Conference                         |
| ---------------- | ---------------------------------------- | ------------------------------------------ |
| Dicembre/Gennaio | Kyrie Irving (Cleveland Cavaliers) (1/3) | Ricky Rubio (Minnesota Timberwolves) (1/1) |
| Febbraio         | Kyrie Irving (Cleveland Cavaliers) (2/3) | Isaiah Thomas (Sacramento Kings) (1/2)     |
| Marzo            | Kyrie Irving (Cleveland Cavaliers) (3/3) | Isaiah Thomas (Sacramento Kings) (2/2)     |
| Aprile           | Ivan Johnson (Atlanta Hawks) (1/1)       | Kenneth Faried (Denver Nuggets) (1/1)      |

### Allenatore del mese
| Mese             | Eastern Conference                  | Western Conference                         |
| ---------------- | ----------------------------------- | ------------------------------------------ |
| Dicembre/Gennaio | Tom Thibodeau (Chicago Bulls) (1/2) | Scott Brooks (Oklahoma City Thunder) (1/1) |
| Febbraio         | Erik Spoelstra (Miami Heat) (1/1)   | Gregg Popovich (San Antonio Spurs) (1/2)   |
| Marzo            | Tom Thibodeau (Chicago Bulls) (2/2) | Gregg Popovich (San Antonio Spurs) (2/2)   |
| Aprile           | Frank Vogel (Indiana Pacers) (1/1)  | Lionel Hollins (Memphis Grizzlies) (1/1)   |